# Alexander Campos
Juan Alexander Campos Hernández (La Morita, 8 maggio 1980) è un ex calciatore salvadoregno, di ruolo attaccante.

## Carriera

### Club
Comincia a giocare al Los Andes. Nel 2002 passa al Jocoro. Nel gennaio 2003 si trasferisce all'Águila. Nel gennaio 2009 viene ceduto all'Alianza. Nell'estate 2009 si trasferisce al Luis Ángel Firpo. Nel 2010 passa all'Atlético Balboa. Nel 2011 viene acquistato dall'Once Municipal. Nell'estate 2012 si trasferisce all'Universidad de El Salvador. Nel gennaio 2013 passa alla Juventud Independiente. Nel gennaio 2014 si accasa al Dragón. Nell'estate 2014 viene acquistato dal Pasaquina. Si è ritirato dalla carriera agonistica nel 2017.

### Nazionale
Ha debuttato in Nazionale nel 2003. Ha partecipato, con la Nazionale, alla Gold Cup 2003 e alla Gold Cup 2007. Ha collezionato in totale, con la maglia della Nazionale, 23 presenze.